# حديقة تشوبي الوطنية
حديقة تشوبي الوطنية (بالإنجليزية:Chobe National Park)، تقع الحديقة في أقصى المنطقة الشمالية في بوتسوانا بإفريقيا الجنوبية، وتحصل على إمدادات ثابتة من مياه نهر تشوبي الذي يحمل اسمها.

## الوصف
تغطي الحديقة نفسها مساحة شاسعة تبلغ 11700 كيلومتر مربع، معظمها أشجار ورمال كثيفة لا يمكن اختراقها، وتضم مجموعة متنوعة من السهول الفيضية وأشجار الباوباب الرائعة والغابات والسافانا والوديان، وهي أول حديقة وطنية في بوتسوانا، والأكثر تنوعًا من الناحية البيولوجية، كما أن المنطقة مغطاة بغابات السافانا الواسعة والمراعي الكثيفة.

## الحياة البرية

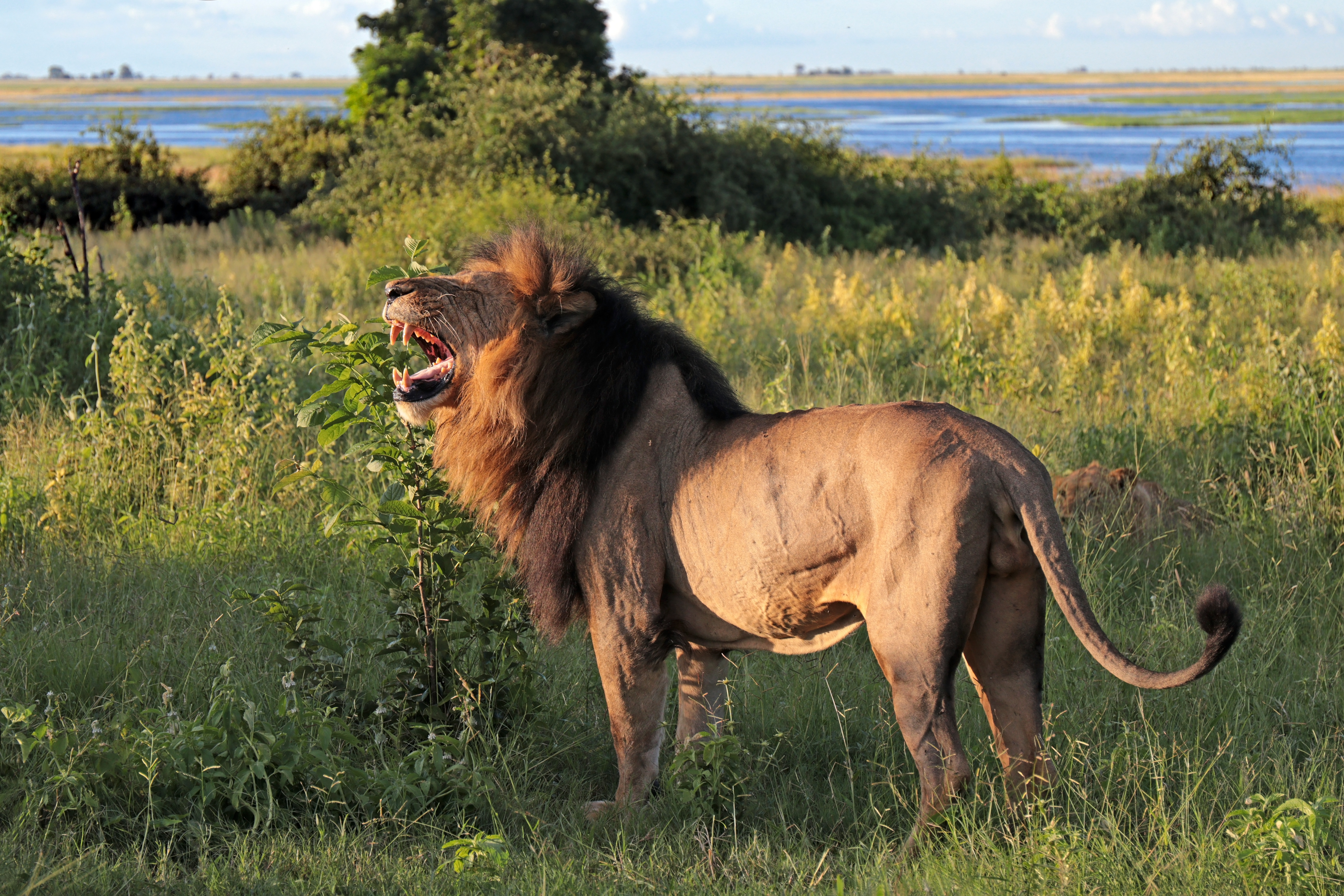
أسد ضخم في حديقة تشوبي الوطنية

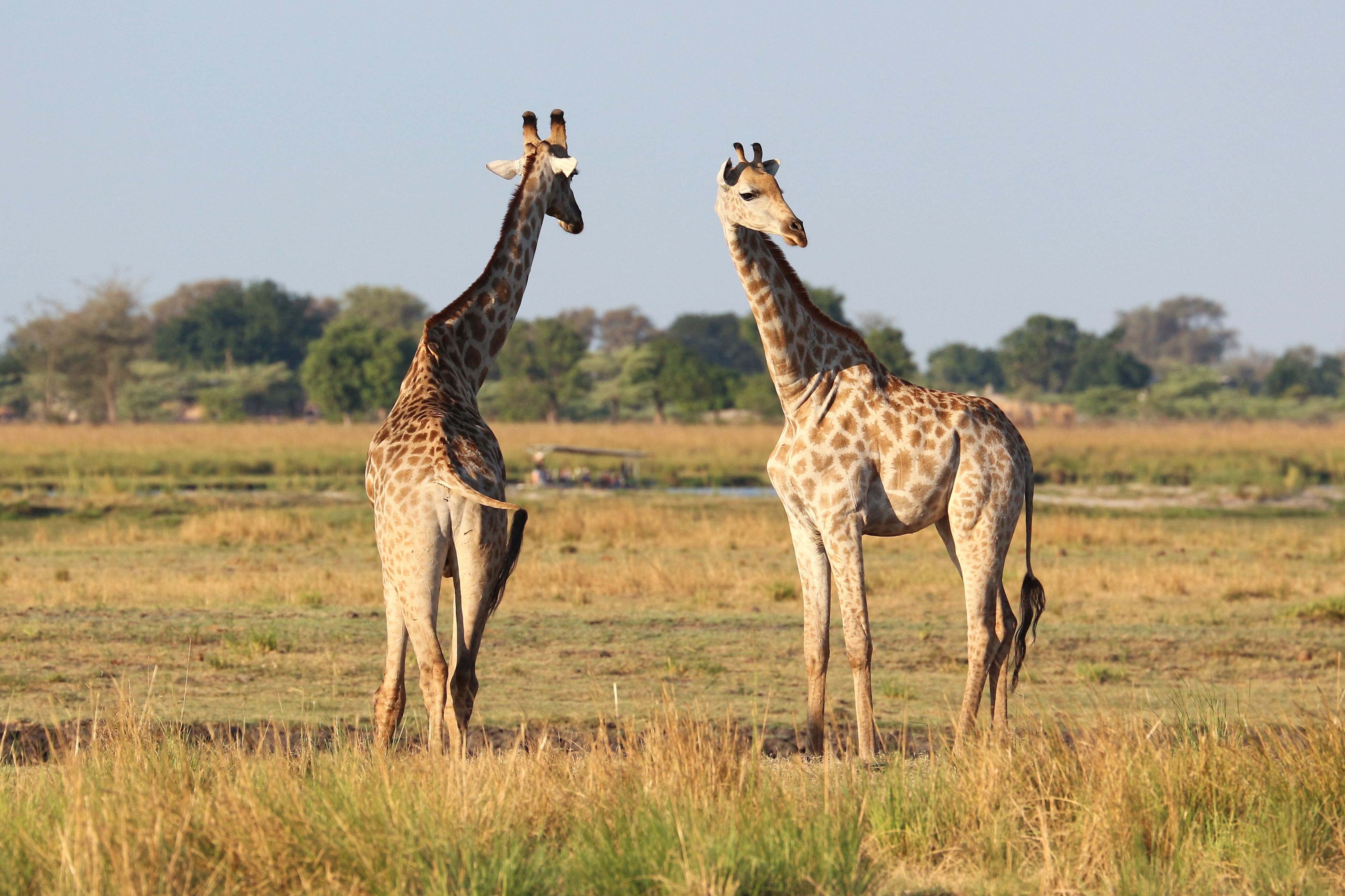
زرافات في حديقة تشوبي الوطنية

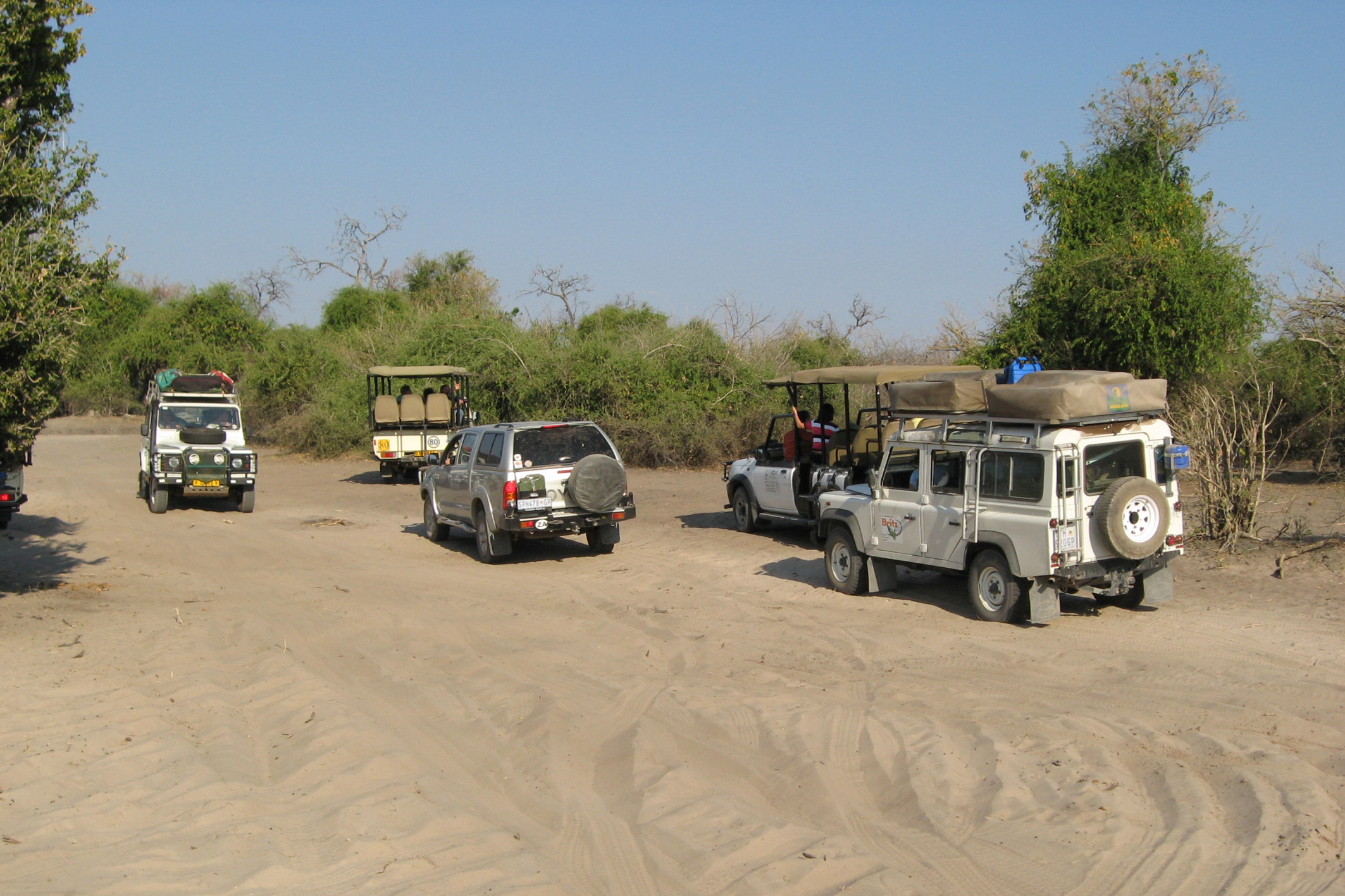
سياح في حديقة تشوبي الوطنية

تشتهر هذه الحديقة بوجود مجموعة كبيرة من الأسود التي تفترس الأفيال، وتتوافد عليها طيور أبو ملعقة الأفريقية، وطائر أبو منجل وأنواع مختلفة من طيور اللقلق والبط والطيور المائية الأخرى، يتم أيضًا رؤية كبرياء الأسود والضباع والحمر الوحشية والفهود، وتشتهر المنطقة بهجرة الحمير الوحشية والحيوانات المفترسة السنوية. 